# Estadi d'Ismaïlia
L'Estadi d'Ismaïlia (àrab: ستاد الإسماعيلية, Stād al-Ismaʿīliyya) és un estadi multiús situat en la ciutat d'Ismaïlia. La seua construcció va ser completada el 1947. Amfitrió dels Campionat del Món de Futbol sub-20 2009, el 2005 va ser objecte d'una remodelació, com a part dels preparatius de cara a la Copa Africana de Nacions de 2006.